# 青葉繁れる
『青葉繁れる』（あおばしげれる）は、井上ひさしの小説である。

## 概要
江戸時代に仙台藩の一円知行かつ地方知行の本拠だった仙台城（青葉城）の城下町を基礎に、明治以降は東北地方の拠点として発展した宮城県仙台市において、「日本一の名門校・日比谷高校」から「東北一の名門校・仙台一高」に転校してきた渡部俊介（わたべ しゅんすけ）が、仙台一高の落ちこぼれ4人組と巻き起こす明朗青春劇として描かれている。
この作品の原作は、井上ひさしの仙台一高在学時代（1950年 - 1953年）の経験をもとにしているが、戦後占領期（1945年 - 1952年）に一部重なり、当時の仙台には進駐軍が多く駐屯していた（仙台朝市#沿革参照）。
同校で同じ新聞部の一学年上の菅原文太らのエピソードが取り入れられており、同校に隣接する宮城県第二女子高校（現・宮城県仙台二華高校）で井上と同学年だった若尾文子がヒロイン・若山ひろ子のモデルとされる。
1973年（昭和48年）に文藝春秋にて単行本化、1974年（昭和49年）にて文庫本化、2008年（平成20年）にて文庫本の新装版となった。
1974年（昭和49年）4月5日から5月31日までTBSにテレビドラマ化され、同年9月21日に岡本喜八監督によって映画化された。映画の製作は東宝映画、配給は東宝、カラーで上映時間は87分。映画は仙台一高でも一部が撮影された。撮影日は一高・二高野球定期戦であり、校内に生徒は殆どいなかったが、草刈正雄を目当ての女子高生が多数詰め掛けた。

## テレビドラマ

### 放送時間
- 金曜日　20:00～20:55 （全9話）

### スタッフ
- 脚本：井上ひさし、宮崎晃
- 演出：森川時久
- 製作：国際放映

### キャスト
- 田島稔：森田健作
- 渡部俊介：沖雅也
- ジャナリ：野村真樹
- ユッヘ：三ツ木清隆
- デコ：赤塚真人
- 若山ひろ子：竹下景子
- 芸者・多香子（俊介の姉）：香山美子
- 秀一（稔の家庭教師）：原田大二郎
- 和田光子（秀一の同棲相手）：今出川西紀
- 軽石先生：津坂匡章
- チョロ松校長：藤岡琢也
- とみ（稔の母）：左幸子
- 佐藤佑介
- 桑山正一

## 映画

### スタッフ
- 製作：田中収
- 製作補：針生宏
- 監督：岡本喜八
- 原作：井上ひさし
- 脚本：小林俊一、岡本喜八
- 撮影：木村大作
- 美術：阿久根巌
- 録音：渡会伸
- 照明：佐藤幸次郎
- 編集：黒岩義民
- 助監督：今村一平
- 製作担当者：森知貴秀
- 音楽：佐藤勝

### キャスト
- 田島稔：丹波義隆
- デコ：伊藤敏孝
- ジャナリ：粕谷正治
- 俊介：草刈正雄
- ひろ子：秋吉久美子
- 稔の父：名古屋章
- 多香子：十朱幸代
- ハツ子：鶴間エリ
- チョロ松校長：ハナ肇
- 軽石担任：草野大悟
- 斉藤先生：辻伊万里
- 松子：丘ゆり子
- チョロ松の妻：岩崎智江
- 教育委員：岸田森